# NFS SESAM
Der Nationale Forschungsschwerpunkt Sesam – Swiss Etiological Study of Adjustment and Mental Health – des Schweizerischen Nationalfonds ist eine Langzeitstudie zur Aufklärung der Ursachen psychischer Erkrankungen. Die Studie wurde 2005 gestartet, mit dem Ziel, rund 3000 Kinder von der 20. Schwangerschaftswoche an 20 Jahre lang wissenschaftlich zu begleiten, ebenso ihre Eltern und Großeltern. Sobald die Kinder volljährig sind, können sie ihre Zustimmung zu genetischen Untersuchungen erteilen.
Das Projekt war an der Universität Basel angesiedelt und mit finanziellen Mitteln von 22,8 Millionen Franken ausgestattet; der Beitrag des Nationalfonds belief sich auf 10,2 Millionen.
Die Hauptstudie wurde am 22. Januar 2009 offiziell abgebrochen. Hauptgrund war die geringe Teilnahme von schwangeren Frauen, so dass das Rekrutierungsziel nicht erreicht werden konnte. Zusätzlich musste man feststellen, dass die ethischen und rechtlichen nationalen Grundlagen solcher Studien noch zu wenig geklärt sind. Die 10 Teilstudien des Forschungsschwerpunkts, die unabhängig von der Hauptfragestellung laufen, werden allerdings noch fertiggestellt.
Außerdem war seit Beginn des Projekts Kritik an der Studie an sich geäussert worden, zum Beispiel von Gentechnologiegegnern; Hauptpunkt der Kritik war, dass die untersuchten Personen – die Kinder – wegen fehlender Reife nicht der Teilnahme zustimmen könnten; oder, dass große Pharmaunternehmen finanzielle Beiträge an das Projekt geleistet haben. Befürworter hingegen legen Wert auf die schlichte Notwendigkeit solcher Studien, zum Beispiel weil die Ursache von Depressionen mittels anderer Strategien noch nicht zufriedenstellend geklärt werden konnte.